# Michael Patrick Ryan
Pour les articles homonymes, voir Ryan.
Cet article possède un paronyme, voir Michael Ryan.
Michael Patrick Ryan (29 septembre 1825-18 janvier 1893) est un marchand et homme politique fédéral du Québec.
Né à Palis dans le Comté de Tipperary en Irlande, M.P. Ryan immigre au Bas-Canada avec toute sa famille en 1840. Il s'installe initialement dans la région de Chambly avant de devenir marchand à Montréal. Élu au conseiller municipal montréalais en 1852, il occupe ce poste jusqu'en 1855. 
L'élection partielle de 1868 dans le district électoral de Montréal-Ouest, laissé vacant après l'assassinat de Thomas D'Arcy McGee, lui donne l'occasion de percer la scène fédérale à titre de député libéral-conservateur. Élu à nouveau, mais dans la circonscription de Montréal-Centre, en 1872 et en 1874. Cette dernière élection est déclarée nulle et il perd l'élection partielle en 1875. À nouveau élu en 1878, il ne se représente pas en 1882.